# Sint-Jans Onthoofdingkerk (Oostwinkel)

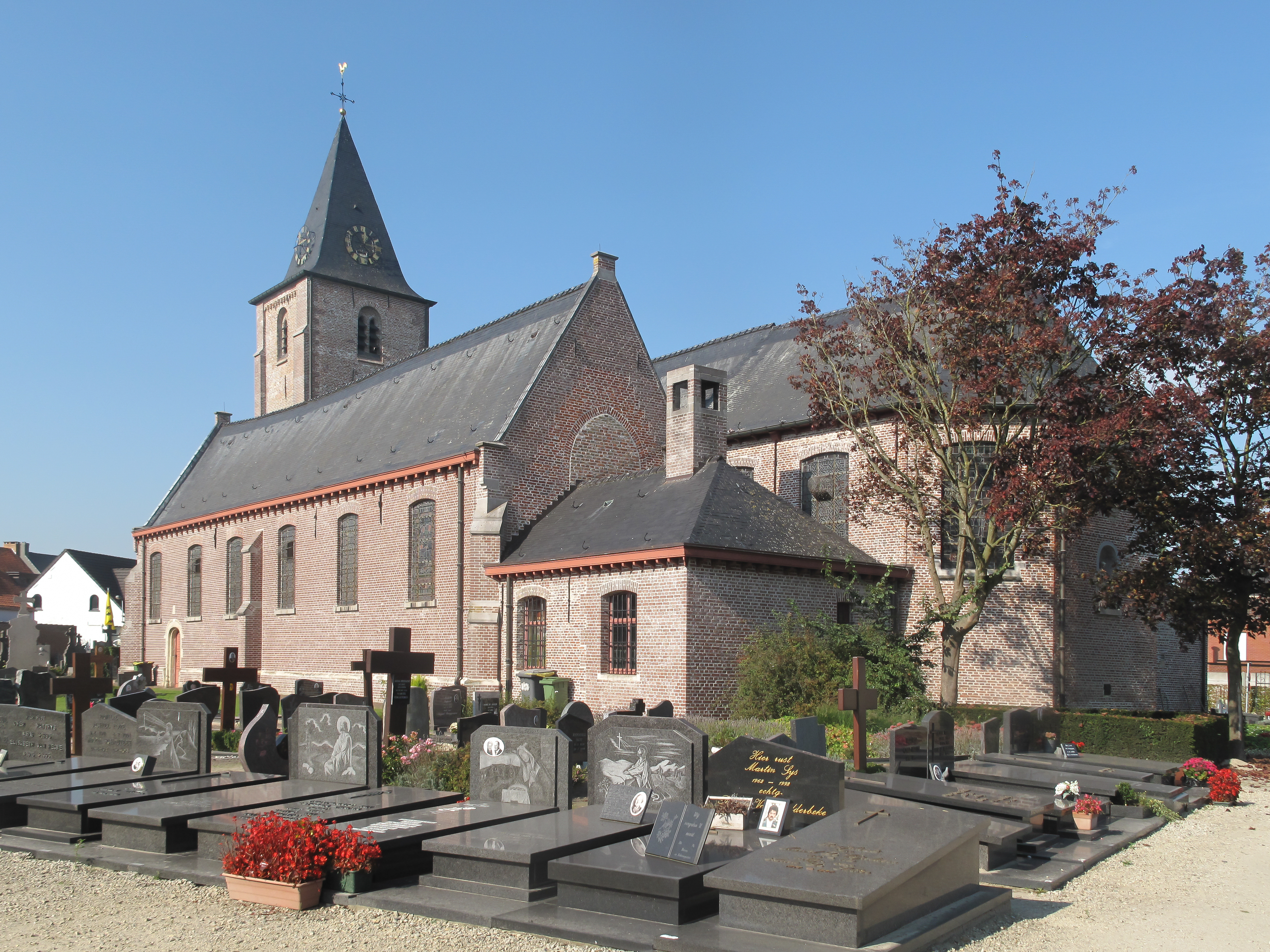
Sint-Jans Onthoofdingkerk

De Sint-Jans Onthoofdingkerk is de parochiekerk van de tot de Oost-Vlaamse gemeente Lievegem behorende plaats Oostwinkel, gelegen aan Oostwinkeldorp.

## Geschiedenis
Kort na 1244 werd de parochie van Oostwinkel gevormd door afsplitsing van die van Zomergem. De kerk was tot einde 16e eeuw aan Onze-Lieve-Vrouw gewijd. In de 15e eeuw zou een gotische kerk zijn gebouwd die daarna een aantal malen werd hersteld en verbouwd. Opgravingen in 1973-1974 legden funderingen bloot van een eenbeukige kerk met transept. Er zou ook een vierkante westtoren zijn geweest. De noordelijke zijbeuk is van de 2e helft van de 15e eeuw en de zuidelijke zijbeuk is 16e-eeuws. In 1682 werd een sacristie aangebouwd. In 1750 werd begonnen met een nieuw koor, werd de toren hersteld en werden de zijbeuken aan de classicistische stijl aangepast.
In de jaren 50 van de 20e eeuw werd de kerk met sloop bedreigd. In 1973-1974 vond restauratie plaats.

## Gebouw
Het betreft een driebeukige bakstenen hallenkerk met voorgebouwde westtoren op vierkante plattegrond. Het driezijdig afgesloten hoofdkoor is langer dan de beide vlak afgesloten zijbeuken.

## Interieur
De kerk bezit een 17e-eeuws schilderij, voorstellende de onthoofding van Johannes de Doper, door J. van Bronckhorst. Ook is er een houten Antoniusbeeld uit de 2e helft van de 17e eeuw.
De oudste delen van het orgel zijn uit de 2e helft van de 18e eeuw en zijn verwant aan orgels, gebouwd door Van Peteghem. Het orgel werd in de 19e en 20e eeuw gewijzigd.